# Saint-Jean-d'Angély
Saint-Jean-d'Angély là một xã trong tỉnh Charente-Maritime trong vùng Nouvelle-Aquitaine, tây nam nước Pháp. Xã Saint-Jean-d'Angély nằm ở khu vực có độ cao trung bình 4 mét trên mực nước biển.
Thị trấn có nguồn gốc lịch sử từ nhà thờ Saint-Jean-d'Angély, được khởi xây thế kỷ 14.
Sông Boutonne chảy theo hướng tây bắc qua thị trấn.